# Odpadna toplota
Odpádna toplôta je toplota, ki nastaja kot stranski proizvod tehničnih procesov, in za katero ne najdemo koristne uporabe. Toplota vedno nastaja pri medsebojnem gibanju strojnih delov, s trenjem med deli ali ob gibanju tekočin (glej Notranje trenje). Zlasti veliko toplote nastane pri delovanju toplotnih strojev. Energije goriv zaradi naravne zakonitosti, ki jo opisuje drugi zakon termodinamike, ne moremo v celoti pretvoriti v mehansko delo ali električno energijo.Po navadi plinsko-parno postrojenje odvede 60-65% energije goriva, jedrska elektrarna približno 65%, najmanj pa termoelektrarna na premog 40-50% Za odvajanje odpadne toplote so pogosto potrebni hladilni sistemi. 
V avtomobilih je sistem za hlajenje motorja izveden večinoma z obtokom vode skozi blok motorja; na okoliški zrak pa se toplota prenaša z radiatorjem. Povprečni batni motor ima izkoristek 20-40%, približno 30%  se izgubi skozi radiator, ostalih 30% pa skozi izpuh. Pozimi del toplote koristno uporabimo za ogrevanje notranjosti avtomobila.
Pri velikih postrojih je odvajanje odpadne toplote tehniški in okoljski problem. Odpadno toploto iz velikih termoelektrarn odvajajo v morje, jezera ali reke. Pretirano segrevanje rečne ali jezerske vode ni dopustno zaradi vodnega življa. Naslednja, gospodarsko manj ugodna možnost je odvajanje toplote v zrak s hladilnimi stolpi.
Termoelektrarne v Šoštanju (TEŠ) so opremljene s hladilnimi stolpi, ker  pretok reke Pake ne zadostuje za pretočno hlajenje. Jedrska elektrarna Krško (JEK) večinoma odvaja odpadno toploto v Savo. Ob nizkem vodostaju Save uporabljajo za odvajanje odpadne toplote hladilne stolpe s prisilnim vlekom. Kadar tudi to dodatno hlajenje ne zadostuje, da bi ostali znotraj dovoljenih meja segrevanja rečne vode, morajo zmanjšati proizvodnjo.
Z odvajanjem toplote v okolico je velik del energije izgubljen. Smiselno je toploto zajeti in jo koristno uporabiti (glej Soproizvodnja, Toplarna). Omejitev za koristno porabo toplote je obseg potreb po toploti glede na kraj in čas, oziroma tehnološka in gospodarska zahtevnost transporta in shranjevanja toplote. Poleg tega mora biti ustrezna tudi temperatura, pri kateri je toplota na razpolago za uporabo. Za ogrevanje zadostuje nizka temperatura (večinoma do 100°C), tehnološki procesi pa zahtevajo višje temperature.